# باولو سيماو
باولو سيماو (بالبرتغالية: Paulo Simão) مواليد 25 أبريل 1976 في باريرو، هو لاعب كرة سلة برتغالي. بدأ مسيرته الاحترافية في سنة 1994. يلعب مع فريق نادي بيلينينسش كلاعب هجوم خلفي. يبلغ طوله 6 قدم 6.7 بوصة (2.0 م).

## المسيرة الاحترافية
لعب مع سبورتينغ لشبونة في موسم 1994–1995، ثم لعب مع نادي ماديرا لكرة السلة في موسم 1999–2000، ثم لعب مع بنفيكا لكرة السلة في موسم 2003–2004.

## روابط خارجية
- باولو سيماو على موقع الاتحاد الدولي لكرة السلة (الإنجليزية)
- باولو سيماو على موقع كرة السلة الأوروبية.كوم (الإنجليزية)
- باولو سيماو على موقع ريلجم (الإنجليزية)
- باولو سيماو على موقع بروبوليرز (الإنجليزية)